# Zyklostrophischer Wind

Kräfte am zyklostropischen Wind.

Der zyklostrophische Wind (griechisch kyklos ‚Kreis‘, strophe ‚Drehung‘) ist ein Wind-Modell bei dem sich
- die Druckgradientkraft und
- die Zentrifugalkraft

im Kräftegleichgewicht befinden. Alle anderen Kräfte wie die Reibungskraft oder die Corioliskraft, die aus der Drehung der Erde folgt, werden vernachlässigt. Das Modell ist folglich nur auf kleine Gebilde anwendbar, bei größeren Gebilden müsste die Corioliskraft berücksichtigt werden. Man spricht dann vom geostrophisch-zyklostrophischen Wind oder vom Gradientwind.
Der zyklostrophische Wind umkreist ein Tiefdruckgebiet mit konstantem Radius, die Isobaren sind deshalb kreisförmig. Durch das Fehlen der Corioliskraft ist es möglich, dass das Tiefdruckgebiet sowohl zyklonal als auch antizyklonal umkreist wird. Beschrieben wird durch das Modell des zyklostrophischen Winds z. B. die Entstehung und Entwicklung von Windhosen und Staubteufeln.

## Geschwindigkeit des zyklostrophischen Windes
Als Voraussetzung gilt, dass die Druckgradientkraft {\displaystyle F_{\mathrm {D} }} und die Zentrifugalkraft {\displaystyle F_{\mathrm {Z} }} sich ausgleichen
{\displaystyle F_{\mathrm {D} }=F_{\mathrm {Z} }\quad \Leftrightarrow \quad -{\frac {1}{\rho }}{\frac {\partial p}{\partial n}}={\frac {v^{2}}{R}}}
Daraus folgt für die Geschwindigkeit {\displaystyle v}
{\displaystyle v=\pm {\sqrt {-{\frac {R}{\rho }}{\frac {\partial p}{\partial n}}}}}
Dabei ist
{\displaystyle \rho } die Dichte der Luft,
{\displaystyle p} der Luftdruck und
{\displaystyle R} der Radius.